# Sebastiano Santi
Pour les articles homonymes, voir Santi.
Sebastiano Santi (Murano, 6 août 1789 - Venise, 18 avril 1866) est un peintre italien, spécialiste  de la technique de la  fresque et de l'art sacré.

## Biographie
Formé à l'Académie des Beaux-Arts de Venise sous Teodoro Matteini, ses œuvres se trouvent dans les églises vénitiennes.

## Œuvres
- " Le Christ parmi les apôtres " Huile sur toile de 1828 Église Santi Apostoli de Venise
- Restauration des peintures de l'église San Luca Evangelista à Venise en 1832, en particulier le plafond.
- Avec Luigi Zandomeneghi  il a restauré la salle du théâtre La Fenice à Venise, reconstruit en 1837 après l'incendie du 13 décembre 1836.

On lui doit la décoration de nombreuses églises en Vénétie et au Frioul, notamment le plafond de l'Église Saint-Daniel de Padoue, où il réalise trois fresques : Le martyre de saint Daniel, La découverte des reliques de saint Daniel dans la basilique sainte Justine, Le voeu de l’évêque. D'autres œuvres se trouvent dans 'église San Michele Arcangelo à Cervignano del Friuli, l'église Santo Stefano à Ruda, la cathédrale Ognissanti d'Arzignano, l'église Santa Maria Santa Maria Nascente d'Artegna, l'église Sant'Ulderico de Pavia di Udine, l'église SS. Biagio e  Daniele de Grantorto, l'église San Giovanni de Bessica.
La Gloire de Neptune de l'escalier du Museo Correr à Venise est de lui également.
Dans l'église du Christ Rédempteur à Rovigo est exposé un retable de cet artiste, avec une représentation rare de « Saint Joseph et l'Enfant en majesté ».

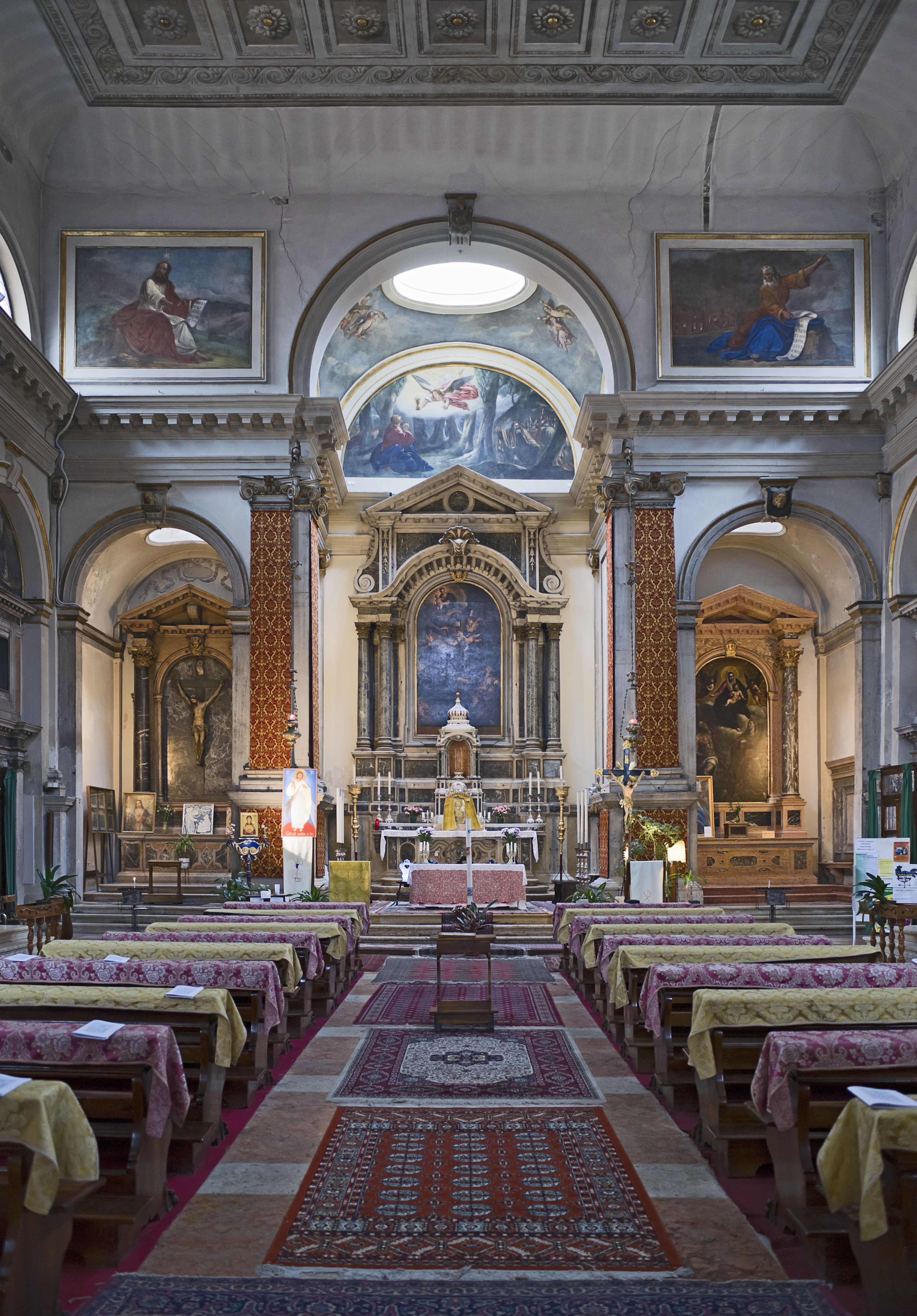
Intérieur de l'église San Luca Evangelista à Venise
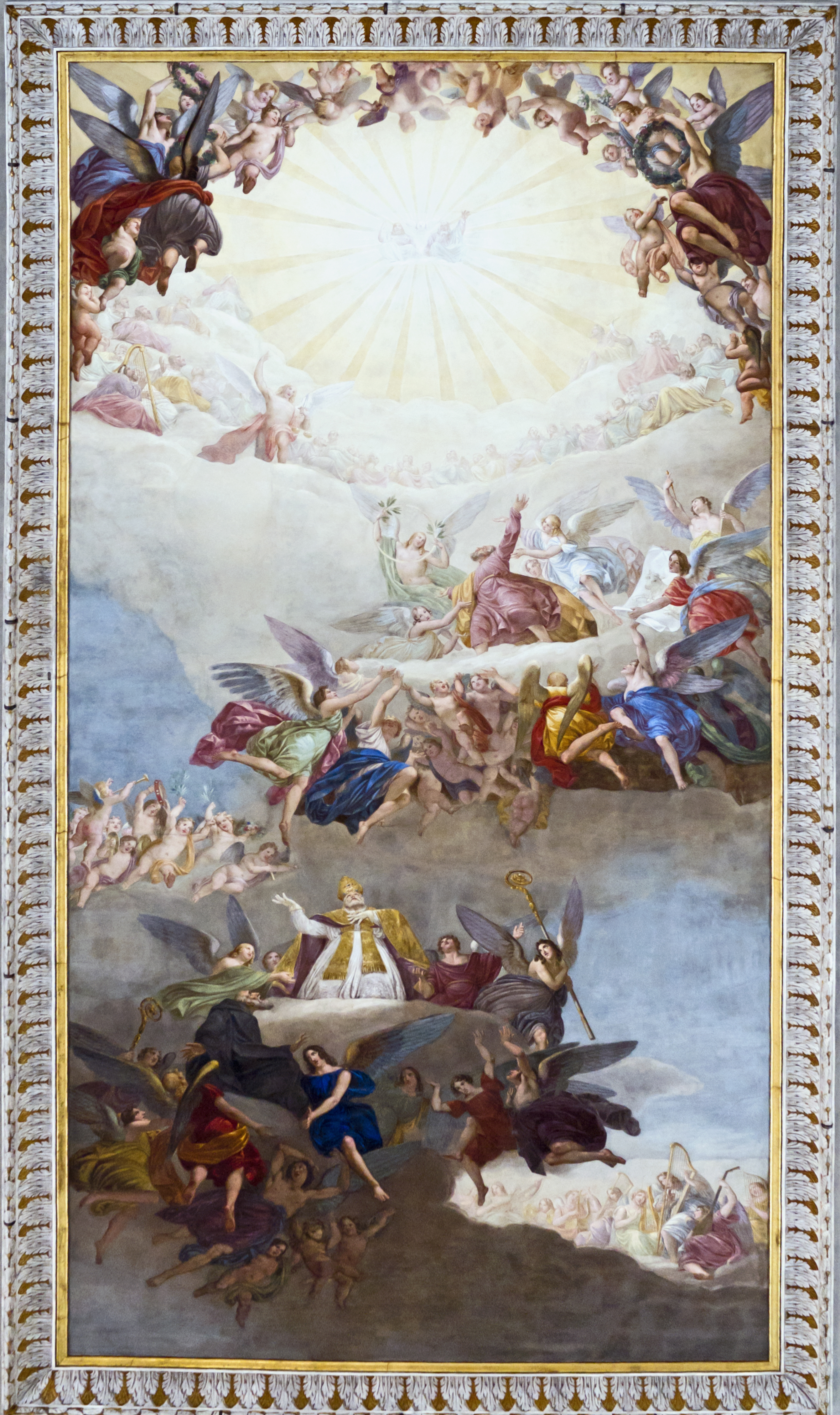
Plafond de l'église San Luca Evangelista à Venise
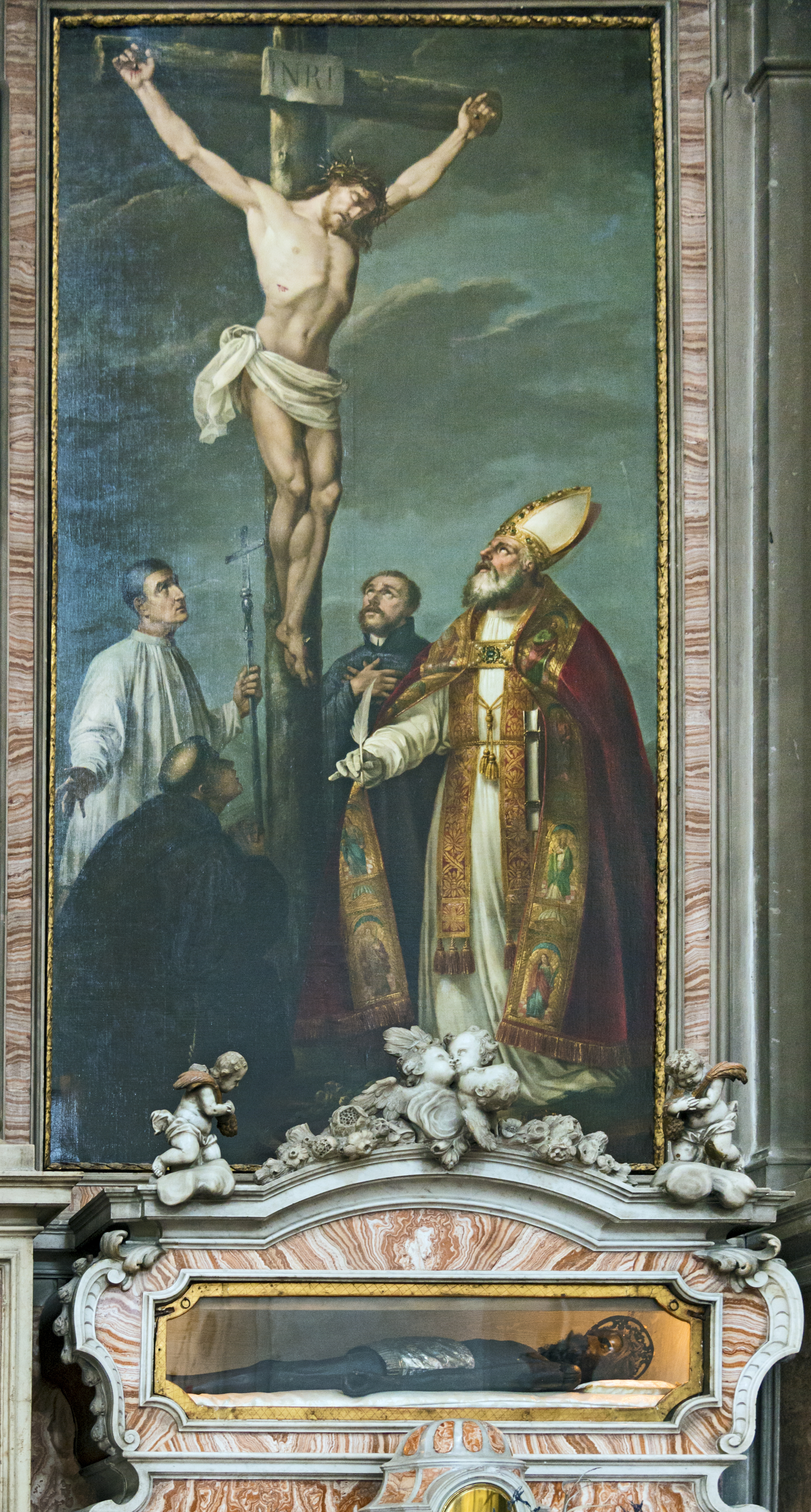
Crucifixion de l'église San Geremia de Venise
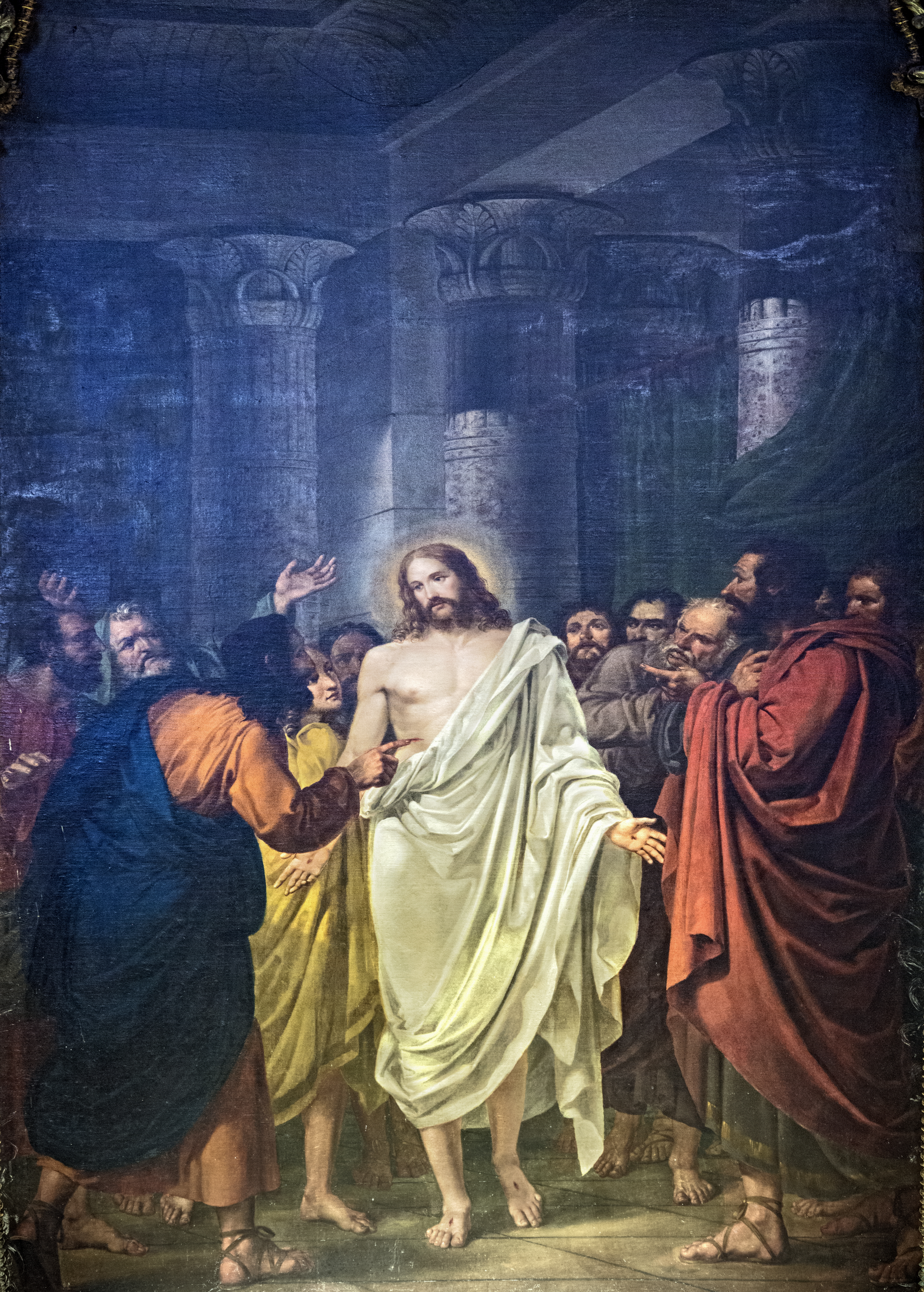
" Le Christ parmi les apôtres ", Église Santi Apostoli de Venise
" Le batême de Constantin ", Église San Silvestro de Venise

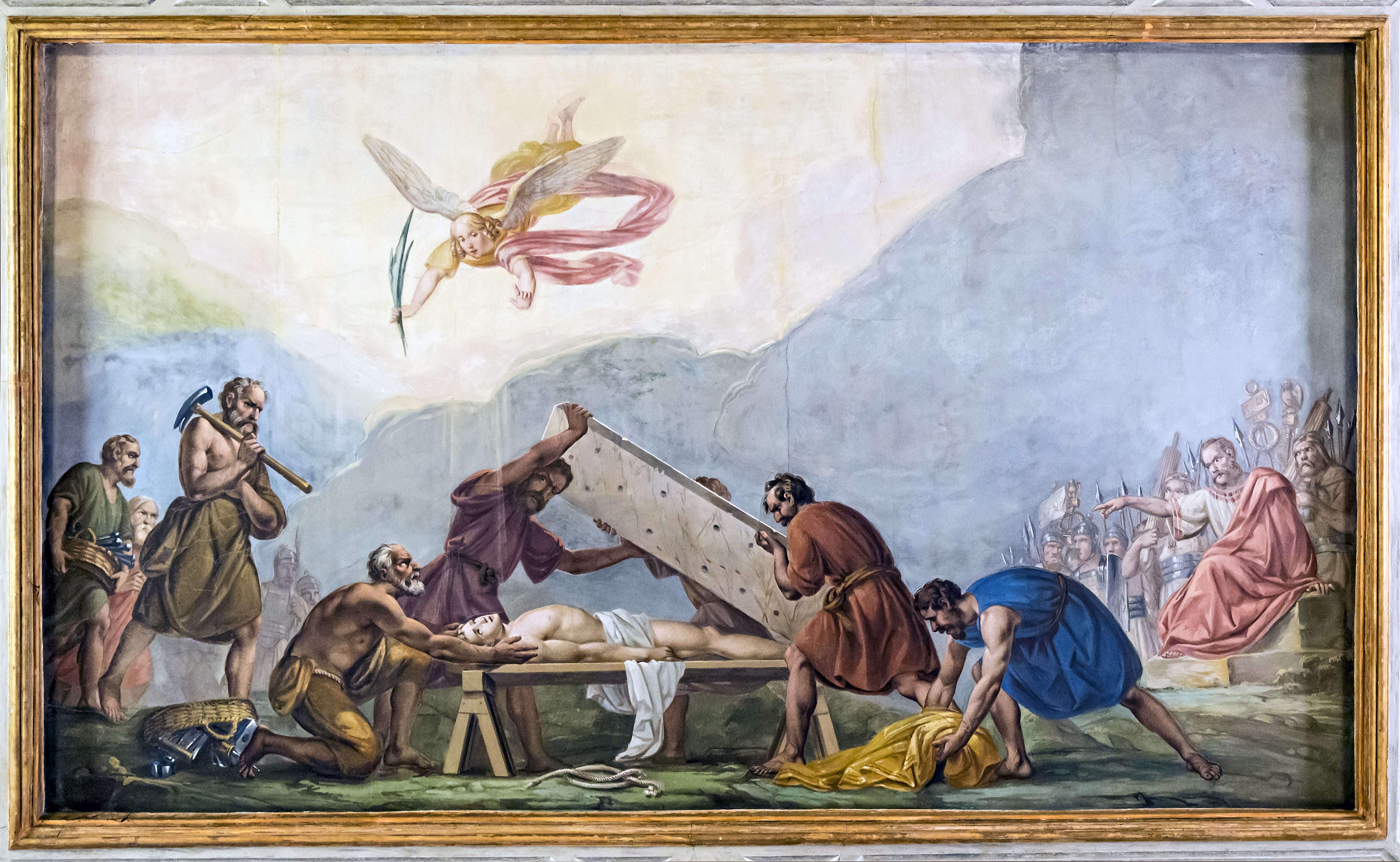
Le martyre de saint Daniel, Église Saint-Daniel de Padoue
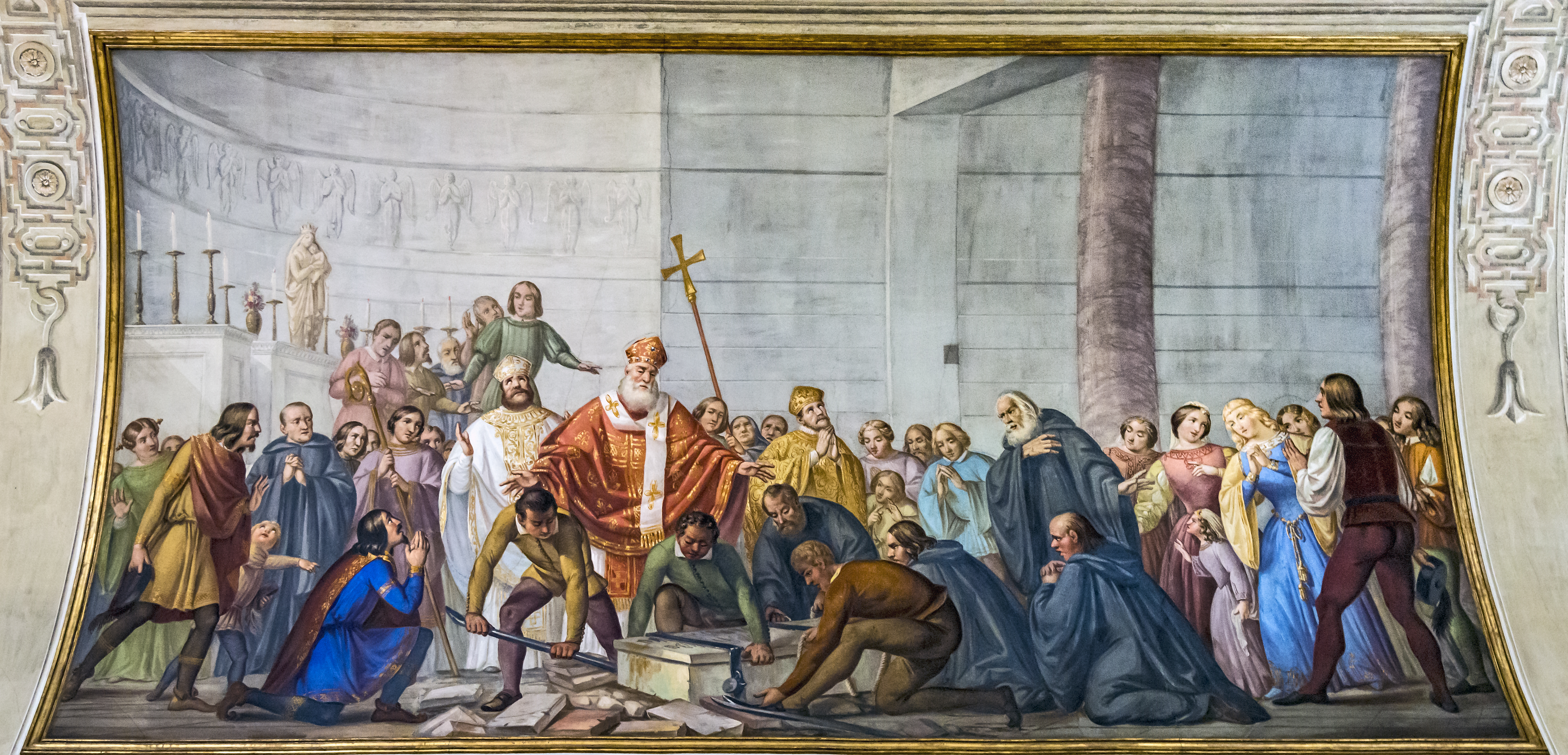
La découverte des reliques de saint Daniel, Église Saint-Daniel de Padoue
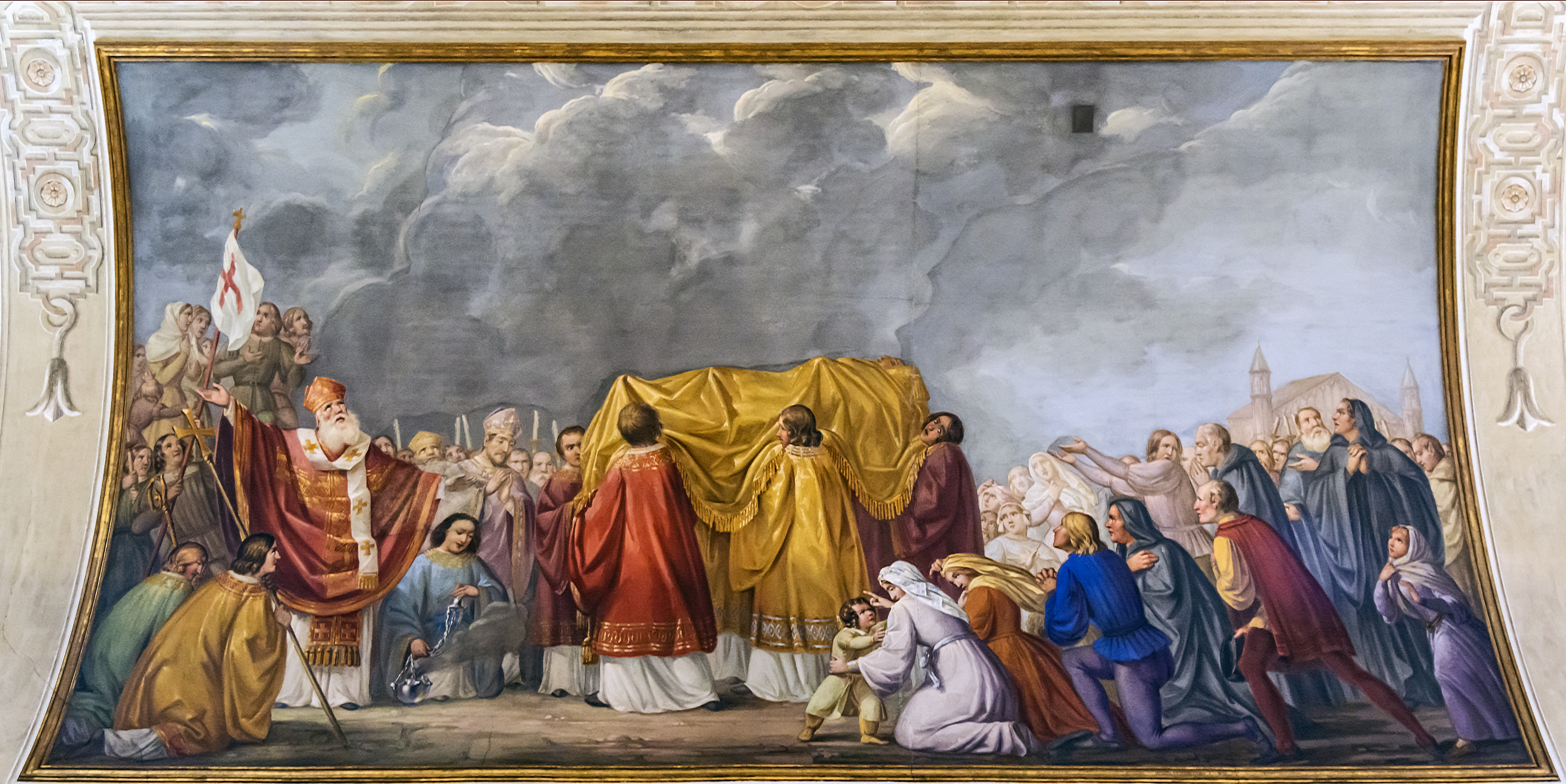
Le vœu de l'évêque, Église Saint-Daniel de Padoue